# 诸子集成
《诸子集成》是一部辑录了先秦诸子和汉魏六朝诸家作品的集书。搜录儒家、道家、墨家、名家、法家、兵家、杂家等七家著作共三十一种。《诸子集成》共八册，分上下两部,上部一至六册是先秦诸子，下部七八册是汉魏六朝诸家。《诸子集成》最初由上海世界书局出版，1954年中华书局出版订正本。

## 第一册
- 《论语正义》
- 《孟子正义》

## 第二册
- 《荀子集解》

## 第三册
- 《老子本义》
- 《老子注》
- 《庄子集解》
- 《庄子集释》
- 《列子注》

## 第四册
- 《墨子閒詁》
- 《晏子春秋校注》

## 第五册
- 《管子评传》
- 《管子校正》
- 《商君评传》
- 《商君书》
- 《慎子》
- 《韩非子集解》
- 《韩非新传》

## 第六册
- 《孙子十家注》
- 《吴子》
- 《尹文子》
- 《吕氏春秋》

## 第七册
- 《淮南子》
- 《新语》
- 《杨子法言》
- 《论衡》
- 《申鉴》

## 第八册
- 《鹽鐵論》
- 《潜夫论》
- 《抱朴子》
- 《世说新语》
- 《颜氏家训》